# Adolfo Suárez
Adolfo Suárez González, vévoda Suárez (25. září 1932 Cebrebos – 23. března 2014 Madrid) byl španělský pravicově orientovaný politik, první demokraticky zvolený premiér Španělska po éře diktátora Francisco Franca. Úřad předsedy vlády zastával v letech 1976–1981 za Unii demokratického středu.

## Politická kariéra
Stal se klíčovou postavou španělského přechodu k demokracii, zvaného ve Španělsku La Transición, přestože sám Suárez měl francistickou minulost. Po Francově smrti roku 1975 byl Suárez jmenován roku 1976 ministerským předsedou, načež představil politickou reformu, jež představovala přechod k demokracii a jejíž součástí byly i první svobodné volby po 41 letech naplánované na rok 1977. Do nich Suárez vedl pravicovou UCD (Unión de Centro Democrático) a zvítězil, načež se stal prvním novodobým demokraticky zvoleným premiérem. Podařilo se mu sestavit vládu i po volbách v roce 1979, nicméně 21. ledna 1981 podal demisi. Během jednání o jeho nástupci vtrhl do parlamentu podplukovník Tejero a začal střílet. Jeho pokus o vojenský převrat se však nezdařil a byly znovu vyhlášeny demokratické volby. Suárez pro účast v nich založil novou stranu, CDS (Centro Democrático y Social), s níž však již nikdy nedosáhl takových úspěchů jako s UCD. Strana se stala součástí tzv. Liberální internacionály a Suárez se stal roku 1989 předsedou této internacionály. Z politického života se stáhl v roce 1991. Za své zásluhy o španělskou demokracii získal od krále Juana Carlose I. několik šlechtických titulů a v televizní anketě Největší Španělé historie, která se konala roku 2007, obsadil 5. místo.